# BRAZA
BRAZA ou Banda Braza é uma banda brasileira de reggae, rap,  e música brasileira criada em 2016 no Rio de Janeiro. É formada por Danilo Cutrim (guitarra e voz), Nicolas Fassano (bateria), Pedro R Lobo (baixo e voz) e Vitor IZENZEE (teclados, samplers e voz). São conhecidos por misturarem ritmos entre reggae, rap, rock, baião, soul e ritmos afro-brasileiros. A banda já participou de festivais de música como Lollapalooza, Rock in Rio, João Rock e Planeta Atlântida. BRAZA em 2025 irá lançar seu quinto álbum de estúdio "Baile Cítrico Utrópico Solar". 
O BRAZA vem se destacando no cenário musical  brasileiro por conta da homenagem a herança cultural brasileira e a mistura de ritmos. Baseado na dança, na visceralidade, no  Brasil, na celebração da vida e nos ritmos desde o começo. O resultado é a mistura sonora com atmosfera de baile que leva do reggae (principal ritmo da banda) até o samba e as letras com pegada critica e conscientizada.
| Nome                              | Album              | Ano  | Visualizações |
| --------------------------------- | ------------------ | ---- | ------------- |
| Batida do amor                    | Francisca La Braza | 2018 | +9MI          |
| Segue o Baile                     | BRAZA              | 2016 | +7MI          |
| Qual é o Rosto de Deus            | Tijolo por Tijolo  | 2017 | +7MI          |
| Selecta                           | Tijolo por Tijolo  | 2017 | +5MI          |
| Ela Me Chamou Pra Dançar um Ragga | Tijolo por Tijolo  | 2017 | +4MI          |

Após 14 anos de trajetória, a banda Forfun encerrava suas atividades. Ela era composta por 3 dos integrantes do BRAZA: Danilo Cutrim, Nicolas Christ Fassano e Vitor Isensee e o baixista e vocalista Rodrigo Costa. Os três juntos criaram a banda BRAZA, e sem mesmo saber o nome da banda fizeram as primeiras composições. Baseada nos conceitos da música jamaicana, brasileira e africana em ritmos como reggae, dancehall, rap, samba, soul, afrobeat e funk americano. O baixista Pedro Lobo foi introduzido à banda em 2018 junto ao lançamento do clipe de "Chama".
"O que nos levou a encerrar o Forfun foi justamente o momento artístico que estávamos vivendo. O Forfun cumpriu seu papel, a gente se sentia esgotado naquela plataforma, naquele conceito. Somos muito gratos e temos orgulho, mas sentíamos necessidade de começar algo novo." Disse Vitor em entrevista. 
Falando sobre o estilo das letras criticas e contagiantes, Vitor descreveu: "A gente tenta trazer a reflexão e o questionamento, por isso as letras do Braza tem críticas sociais e mensagens com cunho filosófico. Isso porque achamos que a arte também tem esse papel de inquietar o público e provocar alguma mudança no sentido evolutivo, para melhorar e olhar para dentro para se relacionar com o de fora. Mas não tem só esse papel. Tem também o papel do entretenimento e o da curtição." 

### BRAZA (2016) O Início.
Em 2016, a banda lançou o disco de estreia homônimo "BRAZA" (2016) com músicas como "Segue o Baile", "Jaya", "Embrasa" e "Oxalá". As duas ultimas que foram mixadas por Mario Caldato Jr no estúdio MCJ Sound, Los Angeles, California. Todo o resto foi mixado por Pedro Garcia no estúdio Garcia Mix Room, em Santa Teresa, Rio de Janeiro.

### "Tijolo por Tijolo" (2017)
Em 2017, foi a vez de Tijolo por Tijolo, que foi lançado de surpresa para os fãs e continuou trazendo a pegada rap e reggae, baseado no cotidiano urbano do Brasil. Foi produzido independentemente pela própria banda. Gravado e mixado por Pedro Garcia e BRAZA durante o verão e outono de 2017, nos estúdios Neblina e Cantos do Trilho, Rio de Janeiro. E masterizado por Chris Hanzsek no estúdio Hanzsek Audio,  Snohomish, Washington. Com musicas como "Ande", "Selecta", "Ela me chamou para dançar um Ragga" e "Moldado em Barro" que teve clipe gravado na região norte do país, próximo ao rio Amazonas. Um documentário mostrando as vivencias de gravar um videoclipe na área foi postado no mesmo ano. 

### Liquidificador (2018)
O próximo trabalho lançado, foi o EP de 5 músicas "Liquidificador". Gravado e produzido por Kassin, Mauro Araújo e BRAZA durante março de 2018, nos estúdios Marini e Neblina, Rio de Janeiro. Mixado por Pedro Garcia no estúdio MCJ Sound, Los Angeles, Califórnia. O disco leva as raízes da música africana e brasileira, como o ijexá "Sob o Céu", a faixa-título "Liquidificador", e "Fé no Afeto" uma das músicas mais agitadas da banda. 
"A gente fez uma pesquisa, digamos, leve, não muito profunda, mas tentando incorporar isso no nosso som como forma de homenagem. Por exemplo, o kuduro que tem numa faixa que se chama “Fé no Afeto”, não é exatamente um kuduro, mas seria um desdobramento a partir da nossa interpretação da parada. O ijexá também, uma música ou outra, “Liquidificador”, que lembra um pouco o afrobeat em alguns momentos." disse Vitor em entrevista. 

### EITA (2022)
Produzido independentemente pelos próprio músicos da banda, mixado por Pedro Lobo, Dogz e Pedro Garcia. Gravado nos estúdios Neblina e 3º Mundo. O álbum "EITA" veio no pós-pandemia, e trouxe consigo um reflexo da sociedade atual brasileira. Misturando texturas da música brasileira em gêneros como baião, samba, xaxado, drum n bass, mas sem abandonar as raízes de reggae, música africana e rap. 
"Desde o começo da banda, em 2016, a gente colocou alguns pilares. A gente desenhou um som que tem vertentes do reggae, a linguagem do rap e influência da música brasileira. Só que a música brasileira ficava sempre como uma coisa mais indireta. O que eu acho que aconteceu é que a gente conseguiu trazer essa referência brasileira mais para a frente. Isso ficou mais evidente. Dessa vez, a gente conseguiu fazer uma pesquisa que chegou em um lugar mais bem definido."  Disse Isensee, em entrevista sobre o álbum.